# Tellervo macrofallax
Tellervo macrofallax är en fjärilsart som beskrevs av Embrik Strand 1911. Tellervo macrofallax ingår i släktet Tellervo och familjen praktfjärilar. Inga underarter finns listade i Catalogue of Life.